# Crisanto España
Crisanto España est un boxeur vénézuélien né le 25 octobre 1964 à Ciudad Bolivar.

## Carrière
Passé professionnel en 1984, il devient champion du monde des poids welters WBA le 31 octobre 1992 en battant au 8e round Meldrick Taylor. Après deux défenses victorieuses contre Rodolfo Aguilar et Donovan Boucher, España perd sa ceinture le 4 juin 1994 face à Ike Quartey. Il met un terme à sa carrière l'année suivante sur un bilan de 31 victoires et 1 défaite.